# Batalla de Pornic (27 de març de 1793)

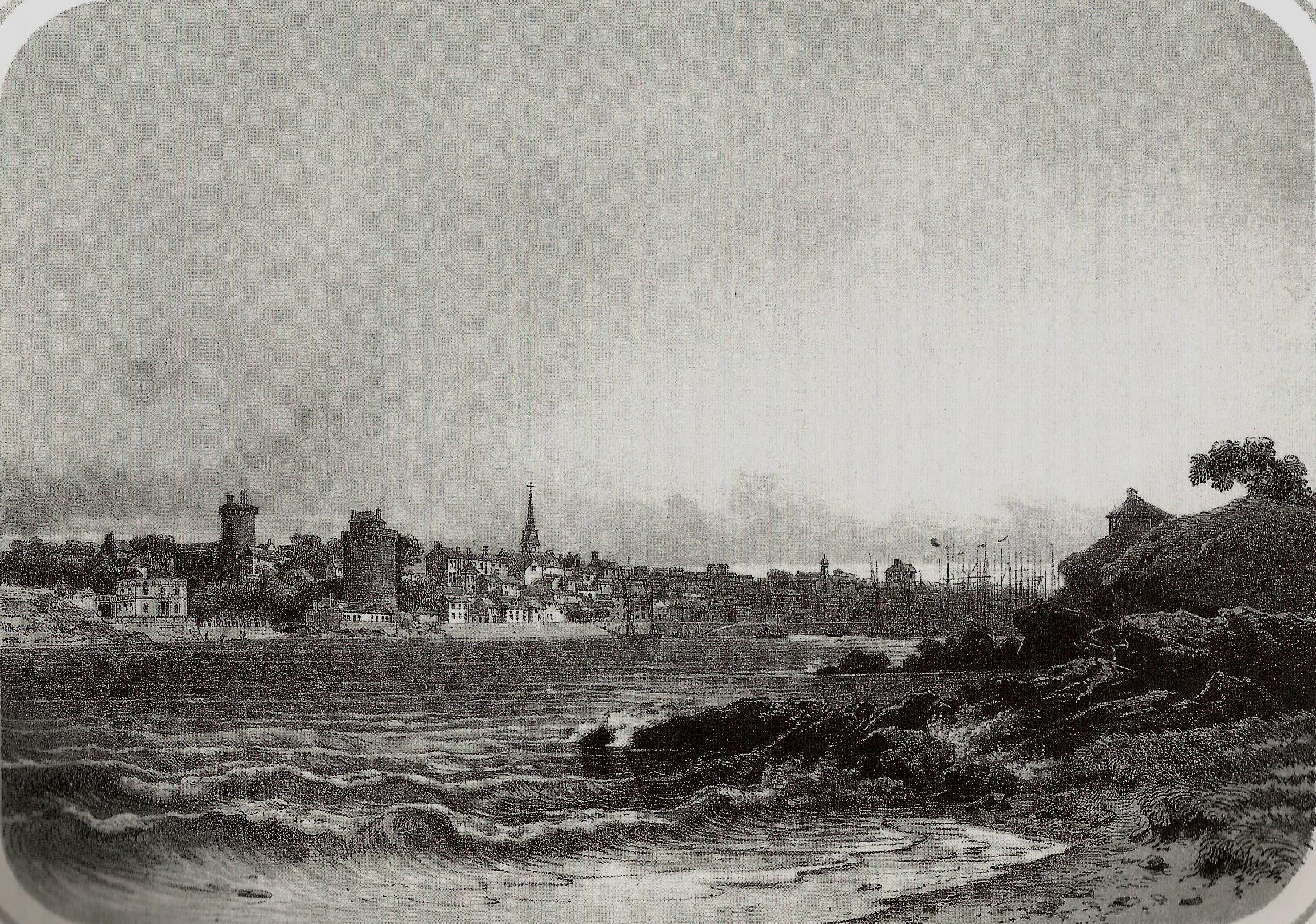
El poble de Pornic vers el 1850

Batalla de Pornic (27 de març de 1793), durant la Revolta de La Vendée. Acaba amb la presa de la ciutat de Pornic pels insurgents Vendeans.

## Preludi
Tot i haver rebutjat una primera invasió el 23 de març, els patriotes de Pornic temen un nou atac. Part de les seves forces dispersades durant el primer combat, la guarnició de la ciutat és de només 200 homes, de manera que demanen reforços a Nantes. Els residents de Nantes van respondre favorablement i van enviar 114 homes de la seva guàrdia nacional el 25 de març. Però l'endemà, els administradors de Paimboeuf, la capital del districte, van exigir aquest reforç a Pornic. Els directors de Pornic es neguen al principi, però Mourain, el comandant de la guàrdia nacional de Paimbœuf, va anar a la plaça i, per les seves ordres, es veuen obligats a obeir. El 26 de març, els guàrdies nacionals de Nantes van deixar Pornic cap a Paimbœuf.
Per la seva banda, els insurrectes decideixen immediatament després de la seva derrota recuperar Pornic i venjar la mort dels seus companys massacrats durant la primera batalla. Després de fugir de Louis-Marie de La Roche Saint-André per haver estat amenaçat pels seus propis homes després de la seva derrota, els camperols prenen Charette de La Contrie com a líder. El 27 de març, entre 4.000 i 5.000, els insurgents van marxar contra Pornic.

## Procediment
A les 11 del matí, dividits en quatre columnes i amb banderes blanques, els rebels van arribar a la vista de Pornic. El comandant Babain, líder dels patriotes, convoca totes les seves forces a la Place du Marchix, lloc de la batalla anterior. L'única peça d'artilleria es desplega davant de l'escala de Fouquet i es troba sota la guàrdia d'un jove guàrdia nacional anomenat Reliquet. Els republicans es despleguen en formació quadrada a la plaça i es refugien en 4 cases.
Les dues primeres columnes de la Vendée que van entrar a la ciutat van atacar gairebé immediatament, una pel carrer de la Touche i l'altra pel carrer Tartifume. No obstant això, el foc dels patriotes i l'amenaça del canó els van animar a mantenir la distància. Els bel·ligerants van disparar entre tres i quatre hores sense gaire resultat, dos Vendeanns van escalar els terrats per intentar abatre el tirador Reliquet, però van ser rebutjats pel foc de cobertura.
Charette dona l'ordre de calar foc a les cases on els republicans s'han atrinxerat, [nota A 1.], 27 són destruïts.
El comandant Babain decideix ordenar la retirada, el canó és enclavat i la guarnició es retira en bon ordre cap a la rue Saint-Gilles. Arribats a la cruïlla del Grand'Aire, els republicans veuen la seva carretera bloquejada pels insurgents desplegats a l'altiplà de Calvari. Es donen la volta, eludint l'església, pugen pel carrer Major fins al vestíbul, però també està ple d'insurgents. Incapaços de retirar-se, els republicans forcen la marxa amb baionetes clavades, però els insurrectes són al lloc i el patriota fa girar davant dels seus ulls sense ser atacats. Després guanyen la carretera a Saint-Michel i prenen la direcció de Paimbœuf, on arriben a la caiguda de la nit.

## Pèrdues
Pel que fa a les pèrdues, l'historiador de Pornic Jean-François Carou, favorable als republicans i fill d'un guàrdia nacional que va participar en els combats, va estimar el 1859 que els Vendeans van patir moltes morts. No obstant això, Charette, en el seu informe a Souchu, escriu que les seves pèrdues es limiten a només dos ferits [nota A 2]. Quant als republicans, Charette afegeix que aquest últim va perdre 60 homes i que va fer 30 presoners. Jean-François Carou declara que desconeix el nombre de morts, però confirma la mort d'almenys set homes amb noms que posa: Olivier Renaud, Jean Fouquet, Joseph Fouquet, Étienne Boury, François Beillevert, François Padioleau i Antoine Bonfils. A més, els Vendeans van agafar un canó i una tartera.

## Suites
Els vendeans segueixen sent mestres de Pornic fins al 26 d'abril, quan s'assabenten de la captura de Machecoul pel general Beysser. La ciutat és immediatament evacuada i recuperada sense lluita pels republicans que van deixar Paimbœuf. Com a recompensa per la seva valenta defensa, la Convenció Nacional ofereix una bandera a la Guàrdia Nacional de Pornic. No obstant això, la ciutat va quedar devastada i el dany s'estima en 50.000 lliures, de manera que la Convenció envia una indemnització de 12.000 lliures per compartir amb els municipis de Clion.i Moutiers-en-Retz, aquesta ajuda considerada tanmateix insuficient, s'envia una segona ajuda de 6.000 lliures durant l'estiu, mentre que les vídues dels combatents assassinats durant els combats del 23 i 27 de març reben una indemnització de 50 lliures cadascuna.